# Liste von FPT-Motoren
Dies ist eine Aufzählung von Motoren von Fiat und Fiat Powertrain Technologies (FPT). Die Motoren von FPT werden für Pkw, Lkw, Traktoren, Militärfahrzeuge, Schiffe, Pumpen und Generatoren verwendet.

## Ottomotoren

### Reihenmotoren

#### Zweizylinder
- 0,9 Twin Air Turbo, 0,875 l

#### Dreizylinder
- 1,0 GSE 0,999 l

### Vierzylinder
- 1,1 8V, 1,108 l
- 1,2 8V, 1,242 l
- 1,3 GSE 1,332 l
- 1,4 16V, 1,368 l
- 1,6, 1,591 l
- 1,8 16V, 1,742 l
- 2,0 Turbo, 1,995 l

## Dieselmotoren

### Reihenmotoren

#### Vierzylinder
- 1,3 Multijet 1,248 l
- 1,6 Multijet 1,598 l
- 2,0 Multijet 1,956 l
- 2,2 Multijet 2,143 l
- F1A 2,3 l
- F1C 3,0 l
- F1D
- F36, 3,6 l
- F34, 3,4 l
- N40
- N45

#### Sechszylinder

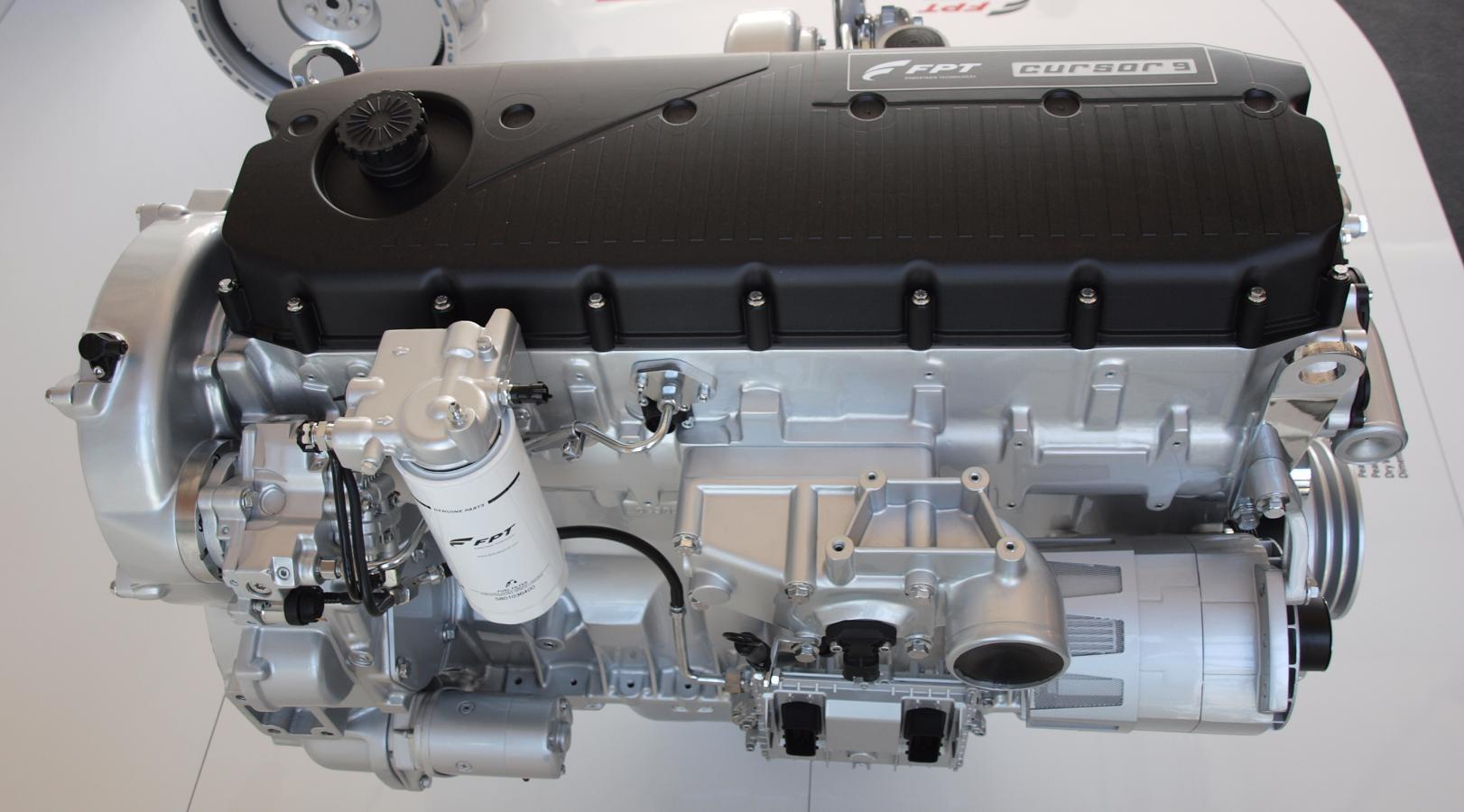
FPT 6-Zylinder-Dieselmotor Cursor 9

- N45, 4,5 l
- N67, 6,7 l
- C8 (C78), 7,8 l
- C9 (C87), 8,7 l
- C10, 10,3 l
- C11, 11,1 l
- C12, 11,8
- C13, 12,9 l
- C16, 15,9 l

### V-Motoren

#### V8 (auch Iveco Vector genannt)
- V20 20,1 l (Verwendung im Centauro 2)

## Natural-Gas-Motoren

### Reihenmotoren

#### Vierzylinder
- F1C NG, 3 l

#### Sechszylinder
- N60 NG
- C78 NG, 7,8 l
- C87 NG, 8,7 l
- C13 NG, 12,9 l